# Джонсон, Стью
Стюарт «Стью» Джонсон (англ. Stewart "Stew" Johnson; родился 19 августа 1944 года в Клэртоне, штат Пенсильвания, США) — американский профессиональный баскетболист, играл в Американской баскетбольной ассоциации, отыграв в ней все девять сезонов её существования.

## Ранние годы
Стюарт Джонсон родился 19 августа 1944 года в городе Клэртон (штат Пенсильвания), там он посещал одноимённую среднюю школу, в которой играл за местную баскетбольную команду.